# Deorro
Erick Orrosquieta (Los Angeles, CA, 30 de agosto de 1991) é um DJ Mexicano-Americano em contrato com a Ultra. Anteriormente, ele usava o nome TON!C.

## Carreira

### 2005-2012: Início
Deorro começou sua carreira de DJ tocando em festas locais aos 14 anos. Ele nasceu em Los Angeles, filho de pais mexicanos. Aos 17 anos, ele já produzia as próprias faixas. Em 2012, ele foi convidado pelo DJ Chuckie para remixar a faixa "Make Some Noise". O remix de Deorro alcançou os top 50 do Beatport. Desde então, ele já remixou faixas de vários DJs internacionais como Steve Aoki, Laidback Luke, Gareth Emery, entre outros.

### 2013–presente: Sucesso
Em 2013, ele lançou a faixa "Yee" na gravadora de Hardwell, Revealed, que chegou às paradas da Áustria, Bélgica, França, Alemanha, Holanda e Suíça. Em 18 de março de 2014, ele lançou o single "Freak" com Steve Aoki e Diplo. Seis dias depois, lançou o single "Flashlight" com R3hab, que integrou a edição 2016 do Summer Eletrohits. Ele lançou o single "Five Hours" em abril de 2014. A faixa chegou às paradas da Alemanha, Áustria, Bélgica, França, Holanda, Noruega, Suécia e Suíça. Em 17 de maio de 2014, Deorro anunciou em seu perfil no Twitter que pausaria sua carreira de DJ para focar mais em fazer música e expandir sua própria gravadora, a Panda Funk. Ele fez uma participação especial na série da MTV Teen Wolf como DJ. Em agosto de 2014, lançou o single "Rambo" com J-Trick. Em 18 de outubro do mesmo ano, recebeu por novidade mais bem colocada da 'DJmag top 100 DJs de 2014', aparecendo em 19º lugar. Ele também se apresentou por meia hora na festa da premiação, em Amesterdão, Holanda. Em dezembro de 2014, ele lançou o single "Perdoname". Em março de 2015, lançou uma terceira versão de "Five Hours" com Chris Brown, intitulada "Five More Hours". A faixa figurou em paradas da Irlanda, Holanda e Suécia.

## Discografia

### Álbuns de estúdio
| Título       | Detalhe do álbum                                                                      |
| ------------ | ------------------------------------------------------------------------------------- |
| Good Evening | - Lançamento: 31 de março de 2017 - Gravadora: Ultra - Formatos: CD, digital download |

## Singles

### Como artista principal
| Título                                                                                        | Ano  | Posições em paradas músicais | Posições em paradas músicais | Posições em paradas músicais | Posições em paradas músicais | Posições em paradas músicais | Posições em paradas músicais | Posições em paradas músicais | Posições em paradas músicais | Posições em paradas músicais | Certificações                                                           | Álbum             |
| Título                                                                                        | Ano  | AUS                          | AUT                          | BEL                          | FRA                          | ALE                          | HOL                          | SUE                          | SUI                          | UK                           | Certificações                                                           | Álbum             |
| --------------------------------------------------------------------------------------------- | ---- | ---------------------------- | ---------------------------- | ---------------------------- | ---------------------------- | ---------------------------- | ---------------------------- | ---------------------------- | ---------------------------- | ---------------------------- | ----------------------------------------------------------------------- | ----------------- |
| "Yee"                                                                                         | 2013 | —                            | 33                           | 68                           | 74                           | 62                           | 37                           | —                            | 65                           | —                            |                                                                         | Non-album singles |
| "Freak" (with Steve Aoki and Diplo featuring Steve Bays)                                      | 2014 | —                            | —                            | 68                           | —                            | —                            | —                            | —                            | —                            | —                            |                                                                         | Non-album singles |
| "Flashlight" (with R3hab)                                                                     | 2014 | —                            | —                            | 54                           | —                            | —                            | —                            | —                            | —                            | —                            |                                                                         | Non-album singles |
| "Five Hours"                                                                                  | 2014 | —                            | 37                           | 36                           | 8                            | —                            | 68                           | 45                           | 60                           | —                            | - MC: ouro                                                              | Non-album singles |
| "Rambo" (with J-Trick)                                                                        | 2014 | —                            | —                            | —                            | 199                          | —                            | —                            | —                            | —                            | —                            |                                                                         | Non-album singles |
| "Five More Hours" (with Chris Brown)                                                          | 2015 | 7                            | 15                           | 13                           | 31                           | 23                           | 34                           | 7                            | 22                           | 4                            | - RIAA: ouro - ARIA: platina - BEA: ouro - BPI: platina - RMNZ: platina | Good Evening      |
| "Bailar" (featuring Elvis Crespo)                                                             | 2016 | —                            | 11                           | 14                           | 7                            | 43                           | 3                            | 75                           | 48                           | —                            |                                                                         | Good Evening      |
| "—" indica que a gravação não foi incluída nas paradas ou não foi distribuída naquela região. |      |                              |                              |                              |                              |                              |                              |                              |                              |                              |                                                                         |                   |

## Prêmios e indicações
| Ano  | Prêmio           | Categoria                      | Vencedor | Resultado | Referência |
| ---- | ---------------- | ------------------------------ | -------- | --------- | ---------- |
| 2016 | NRJ Music Awards | Melhor DJ Internacional        | Deorro   | Indicado  | [ 12 ]     |
| 2016 | NRJ Music Awards | Melhor Single de Dance/Electro | "Bailar" | Indicado  | [ 12 ]     |